# Legenda o poczciwym Ośle
Legenda o poczciwym Ośle (Synakárion tu timeménu gadáru) – XV-wieczna bizantyńska opowieść zwierzęca
Legenda o poczciwym Ośle jest pochodzącą z połowy XV wieku bizantyńską opowieścią zwierzęcą. Utwór został napisany wierszem politycznym i liczy sobie 393 wersy. Istnieje również dłuższa wersja tego utworu: Piękna baśń o ośle, wilku i lisie (Gadáru lýku ki alupús diégesis horája) licząca sobie 540 wersów. Obie pochodzą z tego samego źródła, który najprawdopodobniej nosił tytuł Lis przechera. Utwór powstał najprawdopodobniej na Krecie. Został napisany w języku ludowym. Liczne italianizmy i wiele słów tureckich oraz wzmianki o broni palnej pozwalają na przybliżone datowanie utworu.
Opowieść rozpoczyna się ucieczką udręczonego, maltretowanego Osła od pana, swego dręczyciela. W chwili gdy Osioł cieszy się pełnią wolności, skubiąc trawę na łące, zjawiają się Wilk i Lis. Chcą wspólnie go pożreć, Osioł domyśla się jednak ich zamiarów i ostrzega ich, że lada chwila na łące zjawi się jego pan ze sforą psów, z którymi nie ma żartów. Drapieżnicy chwilowo rezygnują więc ze swych planów. Lis proponuje Osłu, by razem podjęli pielgrzymkę na Wschód, wiodąc beztroskie życie jałmużników. Wsiadają na statek, wilk obejmuje dowództwo, lis staje przy sterze, osłowi przypada w udziale ciężkie wiosłowanie. Pewnego dnia Lis opowiada wszystkim swój sen wieszczący rychłą burzę i śmierć. Wszyscy postanawiają wyspowiadać się z grzechów. Lis rozgrzesza Wilka, który pożerał jałówki i owce, z kolei sam otrzymuje rozgrzeszenie od Wilka, po wyznaniu licznych napaści na kurniki i innych bezeceństw. Po spowiedzi obydwaj postanawiają porzucić próżne życie, jeśli wyjdą cało z przygody. Wilk zamierza zostać mnichem w klasztorze na górze Atos, a Lis ślubuje, że wstąpi do klasztoru siostrzyczek zakonnych. Jedynym grzechem osła, okazuje się to, że podskubał właścicielowi trochę kopytniku w ogrodzie, za co otrzymał zresztą porządne lanie. Obydwaj spowiednicy uznają, że mimo to musi ponieść karę zgodnie z prawem kanonicznym – obetną mu przednie kończyny i wykłują jedno oko. Osioł w ostatniej chwili wpada na pomysł: przed śmiercią chce przekazać wilkowi i lisowi swą czarodziejską moc, zamkniętą w jego tylnej nodze, która pozwala widzieć i słyszeć wszystko, co się o nich mówi. Towarzysze podróży nagabują go, by uczynił to jak najprędzej. Osioł jednak wyjawia im, że przekazanie tego daru nie jest tak proste. W tym celu Wilk musi przez trzy godziny klęczeć i odmawiać „Ojcze nasz”. Po trzech godzinach Osioł uderza Wilka z całej siły kopytem, tak że wpada on do morza i tonie. Lis sam rzuca się w odmęt wód, a wyszedłszy na brzeg, chwali Osła za spryt i przytomność umysłu.
Utwór odzwierciedla stosunki społeczne w Bizancjum, potępia wykorzystywanie słabych i bezbronnych przez silnych i uczonych. W postaci Lisa portretuje bizantyńskiego urzędnika skarbowego, a w postaci Wilka bizantyńskiego magnata. Utwór jest świadectwem głębokich konfliktów społecznych trawiących upadające Cesarstwo.